# 雨が叫んでる
「雨が叫んでる」（あめがさけんでる）は、イタリアの歌手であるミスター・ジヴァゴが1992年に発表した楽曲。

## 収録曲
| 全作詞・作曲: Marco Masini, Dino Melotti, Robert Burchill、全編曲: F.C.F.。 |                                                                           |                                              |                                              |      |
| #                                                                           | タイトル                                                                  | 作詞                                         | 作曲・編曲                                   | 時間 |
| 1.                                                                          | 「雨が叫んでる (7"ヴァージョン)」(Tell By Your Eyes (7" Version))         | Marco Masini , Dino Melotti, Robert Burchill | Marco Masini , Dino Melotti, Robert Burchill | 4:43 |
| 2.                                                                          | 「雨が叫んでる (インストゥルメンタル)」(Tell By Your Eyes (Instrumental)) | Marco Masini , Dino Melotti, Robert Burchill | Marco Masini , Dino Melotti, Robert Burchill | 4:15 |
| 合計時間:                                                                   | 合計時間:                                                                 | 8:58                                         |                                              |      |

## 田原俊彦によるカバー
「雨が叫んでる」（あめがさけんでる）は、1992年8月5日にリリースした田原俊彦の41作目のシングル。

### 背景
表題曲は、フジテレビ系ドラマ『逃亡者』の主題歌に起用された。

### 制作
田原自身の外国曲によるカバーシングルは、「哀愁でいと」（1980年）と、「ラストシーンは腕の中で」（1984年）に次いで3曲目。ジヴァゴバージョンもイタリアで制作されているが、ヨーロッパでは翌1993年に発売された。

### リリース
1992年8月5日に、ポニーキャニオンのNAVレーベルから、8cmCDとCTの2形態で発売された。

### 記録
オリコンチャートで最高8位にチャートインした。

### 収録曲
| 全編曲: 船山基紀。 |                                    |                                                       |                                    |       |
| #                  | タイトル                           | 作詞                                                  | 作曲                               | 時間  |
| 1.                 | 「雨が叫んでる」                   | M. Masini, D. Melotti, R. Burchill 日本語詞: 松井五郎 | M. Masini, D. Melotti, R. Burchill | 5:02  |
| 2.                 | 「夕やけに帰ろう」                 | 松井五郎                                              | 玉置浩二                           | 4:42  |
| 3.                 | 「雨が叫んでる」(Original-Karaoke) |                                                       |                                    | 5:00  |
| 合計時間:          | 合計時間:                          | 合計時間:                                             | 合計時間:                          | 14:44 |

| 全編曲: 船山基紀。 |                                      |                                                       |                                    |       |
| #                  | タイトル                             | 作詞                                                  | 作曲                               | 時間  |
| 1.                 | 「雨が叫んでる」                     | M. Masini, D. Melotti, R. Burchill 日本語詞: 松井五郎 | M. Masini, D. Melotti, R. Burchill | 5:02  |
| 2.                 | 「夕やけに帰ろう」                   | 松井五郎                                              | 玉置浩二                           | 4:42  |
| 3.                 | 「雨が叫んでる」(Original-Karaoke)   |                                                       |                                    | 5:00  |
| 4.                 | 「夕やけに帰ろう」(Original-Karaoke) |                                                       |                                    | 4:42  |
| 合計時間:          | 合計時間:                            | 合計時間:                                             | 合計時間:                          | 19:26 |